# تامس کلستیل
تامس کلستیل (انگلیسی: Thomas Klestil؛ زاده ۴ نوامبر ۱۹۳۲ – درگذشته ۶ ژوئیهٔ ۲۰۰۴) یک سیاست‌مدار اهل اتریش بود. وی از سال ۱۹۹۲ تا زمان مرگ رئیس‌جمهور اتریش بود. تامس کلستیل در ۶ ژوئیه ۲۰۰۴، دو روز پیش از پایان دوره ریاست جمهوری اش در سن ۷۱ سالگی درگذشت.